# Stati e amministrazioni postali
Questa voce elenca tutti gli Stati e le amministrazioni postali che hanno emesso francobolli a partire da un dato momento dopo il 1840, anno dell'invenzione del francobollo. Le amministrazioni elencate comprendono sia gli Stati sovrani attualmente esistenti o esistiti in passato, che altre entità come organizzazioni internazionali, occupazioni militari, colonie, ecc.
Accanto ad ogni amministrazione sono indicati l'anno della prima emissione postale e l'anno dell'ultima nel caso di amministrazioni scomparse, oppure la dicitura "presente" se l'amministrazione è ancora attiva.
La classificazione dei paesi europei in Europa occidentale e Europa orientale segue quella tradizionale di alcuni dei più importanti cataloghi filatelici del mondo, come l'Yvert et Tellier e il Michel: l'Europa occidentale comprende i paesi della vecchia Comunità europea, i paesi scandinavi, la Svizzera, la Spagna e la Jugoslavia; l'Europa orientale comprende invece i paesi che facevano parte del Patto di Varsavia e l'Albania.

## Europa occidentale
- Andorra
  - uffici spagnoli (1928-presente)
  - uffici francesi (1931-presente)
- Austria
  - impero (1850-1864)
  - Austria-Ungheria (1867-1880)
  - impero austriaco (1883-1918)
  - prima repubblica (1918-1937)
  - seconda repubblica (1945-presente)
  - compagnia danubiana di navigazione a vapore (1866-1879)
  - occupazione romena della Galizia-Bucovina
  - poste militari dell'Austria-Ungheria (1915-1918)
  - occupazione austro-ungarica in Italia (1918)
  - occupazione austro-ungarica in Montenegro (1917)
  - occupazione austro-ungarica in Romania (1917-1918)
  - occupazione austro-ungarica in Serbia (1916)
  - uffici austro-ungarici nell'impero ottomano (1867-1908)
  - Carinzia (1920)
- Belgio (1849-presente)
  - occupazione tedesca durante la prima guerra mondiale (1914-1918)
  - Eupen e Malmedy (1920-1921)
- Bosnia-Erzegovina
  - amministrazione austro-ungarica (1879-1919)
  - Repubblica Bosnia ed Erzegovina (1992-presente)
  - posta Srpske, repubblica serba di Bosnia (199.-presente)
  - posta croata Mostar (199.-presente)
- Cipro
  - colonia britannica (1880-1955)
  - repubblica (1960-presente)
  - Cipro turca (1975-presente)
- Croazia
  - Stato indipendente croato (1941-1945)
  - Repubblica di Croazia (1991-presente)
- Danimarca (1851-presente)
  - Isole Faer Oer (1940; 1975-presente)
    - occupazione britannica (1940-1941)
- Epiro (1914-1916)
  - occupazione greca di Argirocastro (1914)
- Finlandia
  - amministrazione russa (1856-1911)
  - repubblica (1918-presente)
    - isole Aland (1984-presente)

  - Carelia
    - provincia finlandese (1922)
    - occupazione finlandese della Carelia orientale (1941-1943)
- Francia
  - seconda repubblica (1849-1852)
  - secondo impero (1853-1871)
  - governo provvisorio (1870-1871)
  - terza repubblica (1871-1940)
  - Stato francese (1940-1944)
  - governo provvisorio (1944-1945)
  - quarta repubblica (1945-1958)
  - quinta repubblica (1959-presente)
  - occupazione tedesca dell'Alsazia-Lorena (1870)
  - occupazione tedesca durante la prima guerra mondiale (1916-17)
  - occupazione tedesca durante la seconda guerra mondiale (1940)
  - emissioni generali delle colonie (1859-1943)
- Germania
  - antichi Stati tedeschi
    - Amburgo (1859-1866)
    - Baden (1851-1868)
    - Baviera (1849-1920)
    - Bergedorf (1861)
    - Brema (1855-1867)
    - Brunswick (1852-1866)
    - Confederazione della Germania del Nord (1868-1870)
    - Hannover (1850-1864)
    - Helgoland (1867-1879)
    - Lubecca (1859-1866)
    - Meclemburgo-Schwerin (1856-1864)
    - Meclemburgo-Strelitz (1864)
    - Oldenburgo (1852-1862)
    - Prussia (1850-1867)
    - Sassonia (1850-1867)
    - Schleswig-Holstein (1850-1865)
      - Holstein (1864-1866)
      - Schleswig (1864-1920)

    - Thurn e Taxis
      - Stati del nord (1851-1867)
      - Stati del sud (1852-1867)

    - Württemberg (1851-1924)

  - Impero tedesco (1872-1919)
  - occupazione interalleata del 1919 
    - occupazione belga di Eupen e Malmedy (1919-1921)

  - Repubblica di Weimar (1919-1932)
  - Terzo Reich (1933-1943)
  - Grande Germania (1943-1945)
  - occupazione interalleata del 1945 
    - zona francese (1945)

  - Baden (1947-1949)
  - Stato-reno-palatino (1947-1949)
  - Württemberg (1947-1949)
    - zone americana, britannica e sovietica (1946-1948)

  - Germania occidentale
    - bizona o zona anglo-americana di occupazione (1945-1949)
    - Repubblica Federale Tedesca (1949-presente)
    - Berlino Ovest (1948-1990)

  - Germania orientale 
    - zona sovietica di occupazione (1948-1949)
    - Berlino Est (1945)
    - Repubblica Democratica Tedesca (1950-1990)

  - Saar
    - occupazione francese (1920-1934; 1947-1956)
    - repubblica federale tedesca (1957-1959)

  - fronte orientale (1916)
  - fronte occidentale (1916)
- Gibilterra dipendenza poi territorio britannico (1886-presente)
- Grecia
  - regno (1861-1923)
  - repubblica (1924-1935)
  - regno (1935-1974)
  - repubblica (1974-presente)
  - Cavala (1913)
  - Icaria (1912-1913)
  - Lemnos (1911)
  - Mitilene (1912)
  - Samo (1912-1915)
  - occupazione greca in Albania (1940)
  - ufficio francese a Vathy (1893-1900)
  - ufficio francese a Port Lagos (1893)
  - Castelrosso, occupazione francese (1920)
  - Cavalla, ufficio francese (1893-1911)
  - Creta
    - amministrazione cretese (1900-1907)
    - amministrazione greca (1908-1911)
    - posta degli insorti (1905)
    - ufficio britannico di Herakleion (1898-1899)
    - ufficio russo di Rethymno (1899)
    - uffici austriaci (1903-1914)
    - uffici francesi (1902-1903)
    - ufficio italiano della Canea (1900-1912)

  - Dedeagh, ufficio francese (1893-1911)
  - Egeo italiano (1912-1945)
    - Calino (1912-1932)
    - Carchi (1912-1932)
    - Caso (1912-1932)
    - Castelrosso (1922-1932)
    - Coo (1912-1932)
    - Lero (1912-1932)
    - Lipso (1912-1932)
    - Nisiro (1912-1932)
    - Patmo (1912-1932)
    - Piscopi (1912-1932)
    - Rodi (1912-1932)
    - Scarpanto (1912-1932)
    - Simi (1912-1932)
    - Stampalia (1912-1932)
    - occupazione militare tedesca dell'Egeo (1944-1945)
    - amministrazione greca dell'Egeo italiano (1947)

  - isole Ionie
    - possedimento britannico (1859)
    - occupazione italiana (1941)

  - Monte Athos
    - ufficio postale russo (1909-....)
    - repubblica monastica autonoma, Grecia (2008-presente)

  - occupazione turca della Tessaglia (1898)
  - Tracia (1920)
- Irlanda 
  - governo provvisorio (1922)
  - stato libero (1922-1949)
  - repubblica (1949-presente)
- Islanda
  - dipendenza danese (1873-1918)
  - amministrazione autonoma (1918-1941)
  - repubblica (1944-presente)
- Italia
  - antichi Stati italiani
    - Due Sicilie, regno
      - Napoli (1858-1861)
      - Sicilia (1859)

    - Stato Pontificio (1852-1868)
    - Lombardo-Veneto, regno in impero austriaco (1850-1864)
    - Modena e Reggio, ducato (1852-1859)
    - Parma e Piacenza, ducato (1852-1859)
    - Romagne, governo provvisorio (1859)
    - Sardegna, regno (1851-1861)
    - Toscana, granducato (1851-1860)

  - regno d'Italia (1862-1943)
  - repubblica sociale italiana (1943-1945)
  - luogotenenza e regno di Umberto II (1944-1946)
  - servizi postali privati
    - corrieri alta Italia o Coralit (1945)
    - società anonima Barbera Editore (1945)

  - repubblica italiana (1946-presente)
  - servizi postali comunali
    - Campione (1944)
    - Castiglione d'Intelvi (1945)
    - Guidizzolo (1945)
    - Udine (1918)

  - emissioni locali della repubblica sociale
    - Alessandria (1944)
    - Teramo (1944)

  - posta militare - base atlantica (1943-1944)
  - emissioni dei comitati di liberazione nazionale
    - Aosta (1944)
    - Ariano Polesine (1945)
    - Arona (1945)
    - Barge (1945)
    - Domodossola (1944)
    - Imperia (1945)
    - Maccagno (1945)
    - Mantova (1945)
    - Parma (1945)
    - Ponte Chiasso (1945)
    - Savona (1945)
    - Sesto Calende (1945)
    - Torino (1945)
    - Valle Bormida (1945)

  - emissioni del Corpo Polacco (1945-1954)
  - occupazione anglo-americana
    - Napoli (1943)
    - Sicilia (1943)

  - occupazione alleata della Venezia Giulia (1945-1947)
  - occupazione austriaca del Friuli (1918)
  - occupazione croata di Sebenico (1944)
  - occupazione jugoslava
    - Trieste (1945)
    - Fiume (1946)
    - Pola e Istria (1945)
    - zona B di Istria e litorale sloveno (1945-1946)
    - amministrazione militare jugoslava (1947)
    - Dalmazia (1945)

  - occupazione tedesca
    - Cattaro (1944)
    - Zara (1943)

  - territori annessi, occupati e terre redente
    - Albania (1939-1943)
      - amministrazione greca (1940-1941)
      - amministrazione tedesca (1943-1944)

    - Dalmazia (1919-1922)
    - Fiume (1918-1919)
      - emissione delle poste di Fiume (1919-1924)

    - Arbe (1920)
    - Veglia (1920)
    - zona fiumano Kupa (1941-1942)
    - isole Jonie (1941)
    - occupazione militare italiana di Cefalonia e Itaca (1941)
    - occupazione italiana di Corfù del 1923
    - occupazione italiana di Corfù del 1941
    - occupazione italiana di Zante (1941)
    - occupazione militare tedesca delle isole Jonie (1943)
    - occupazione italiana di Lubiana (1941)
    - amministrazione tedesca di Lubiana (1944-1945)
    - occupazione italiana del Montenegro (1941-1943)
    - amministrazione tedesca del Montenegro (1943-1944)
    - amministrazione jugoslava del Montenegro (1945)

  - terre redente
    - Trento e Trieste (1919)
    - Trentino (1918-1919)
    - Venezia Giulia (1918-1919)

  - uffici postali italiani all'estero
    - uffici in Africa e America latina (1874-1881)
    - uffici in Albania (1902-1909)
      - Durazzo (1909)
      - Janina (1909)
      - Scutari (1909-1916)
      - Valona (1909-1916)

    - uffici nell'impero ottomano (1908)
      - Costantinopoli (1908-1923)
      - Gerusalemme (1909)
      - Salonicco (1909)
      - Smirne (1909-1922)

    - Bengasi (1901-1911)
    - Cina
      - Pechino (1917-1918)
      - Tientsin (1917-1919)

    - La Canea (1900-1907)
    - Tripoli di Barberia (1909-1915)

  - colonie e possedimenti, emissioni generali (1932-1934)
    - occupazione britannica delle colonie italiane o MEF (1942-1943)
- Jugoslavia
  - regno dei Serbi, Croati e Sloveni (1918-1929)
  - regno di Jugoslavia (1931-1941)
  - Jugoslavia democratica federativa (1945)
  - repubblica federativa popolare jugoslava (1946-1992)
  - repubblica federale di Jugoslavia, con Serbia e Montenegro (1992-2003)
  - governo in esilio (1943)
  - Istria
    - litorale sloveno (1945-1946)
    - amministrazione militare jugoslava (1947)
- Levante
  - uffici austriaci (1867-1914)
  - uffici britannici (1885-1921)
  - uffici francesi (1885-1943)
  - uffici italiani (1874-1923)
  - uffici ungheresi (aperti dal 1867 al 1869, senza emissioni proprie)
  - uffici tedeschi (1884-1913)
- Liechtenstein (1912-presente)
- Lussemburgo (1852-presente)
  - occupazione tedesca (1940-1941)
- Macedonia
  - occupazione tedesca (1944)
  - repubblica (1992-2019)
  - repubblica con nome Macedonia del Nord (2019-presente)
- Malta
  - colonia britannica (1860-1964)
  - indipendenza (1964-1974)
  - repubblica (1974-presente)
- Monaco (1885-presente)
- Montenegro
  - principato (1874-1907)
  - regno (1910-1913)
  - governo in esilio (1916)
  - occupazione austro-ungarica (1917)
  - occupazione italiana (1941-1943)
  - indipendenza (2006-presente)
- Norvegia (1855-presente)
- Paesi Bassi (1852-presente)
- Portogallo
  - regno (1853-1910)
  - repubblica (1910-presente)
  - Azzorre (1868-presente)
    - Angra (1892-1905)
    - Horta (1892-1899)
    - Ponta Delgada (1892-1905)

  - Madera (1868-1929; 1980-presente)
    - Funchal (1892-1905)

  - emissioni generali delle colonie (1898-1919)
  - province d'oltremare (1951)
- Regno Unito
  - Regno Unito di Gran Bretagna e Irlanda (1840-1922)
  - Regno Unito di Gran Bretagna e Irlanda del Nord (1923-presente)
  - emissioni regionali
    - Inghilterra (2001-presente)
    - Irlanda del Nord (1958-presente)
    - Scozia (1958-presente)
    - Galles (1958-presente)

  - Isole del canale (baliati di Guernsey e Jersey, dipendenze della corona britannica)
    - occupazione tedesca
      - Guernsey (1941-1944)
      - Jersey (1941-1944)

    - emissioni regionali (1948)
      - Guernsey (1958-1969)
      - Jersey (1958-1969)

    - amministrazione postale indipendente
      - Guernsey (1969-presente)
        - Alderney (1983-presente)

      - Jersey (1969-presente)

  - isola di Man (dipendenza della corona britannica)
    - emissioni regionali (1958-1971)
    - amministrazione postale indipendente (1973-presente)
- San Marino (1877-presente)
- Serbia
  - principato (1866-1873)
  - regno (1881-1918)
  - occupazione austro-ungherese (1916)
  - occupazione tedesca (1941-1944)
  - Serbia e Montenegro (2003-2006)
  - indipendenza (2006-presente)
- Slovenia (1991-presente)
  - Lubiana-Slovenia
    - occupazione italiana (1941)
    - occupazione tedesca (1944-1945)
- Sovrano Militare Ordine di Malta, sede a Roma (1966-presente)
- Spagna
  - regno (1850-1868)
  - reggenza (1870-1872)
  - regno (1872)
  - prima repubblica (1873)
  - reggenza (1873)
  - regno (1875-1931)
  - seconda repubblica (1931-1938)
  - Stato Spagnolo (1938-1975)
  - regno (1975-presente)
  - carlisti (1873-1875)
  - emissioni repubblicane locali (1931)
  - emissioni nazionaliste locali (1936-1937)
  - Asturie e Leon (1936-1937)
  - Barcellona (1929-1945)
- Svezia (1855-presente)
- Svizzera
  - poste locali e cantonali
    - Ginevra (1843-1851)
    - Basilea (1845)
    - Zurigo (1843-1850)

  - poste federali (1850-presente)
- Tessaglia (1898)
- Tracia (1913)
  - occupazione interalleata (1919-1920)
  - occupazione greca (1920)
- Trieste
  - zona A (1947-1954)
  - zona B (1948-1954)
- Turchia
  - impero ottomano (1859-1923)
  - repubblica (1923-presente)
  - Anatolia (1920-1921)
  - Smirne (1919)
- Città del Vaticano (1929-presente)

## Europa orientale
- Albania
  - amministrazione autonoma (1913)
  - principato (1914-1921)
  - repubblica (1922-1928)
  - regno (1928-1938)
  - amministrazione italiana (1939-1943)
  - amministrazione tedesca (1943)
  - repubblica democratica (1944-1946)
  - repubblica popolare (1946-1991)
  - repubblica (1991-presente)
  - amministrazione italiana di Saseno (1923)
- Armenia
  - repubblica indipendente (1919-1920)
  - repubblica socialista sovietica (1921-1923)
  - repubblica indipendente (1992-presente)
- Azerbaigian
  - repubblica indipendente (1919)
  - repubblica socialista federativa sovietica (1921-1923)
  - repubblica indipendente (1992-presente)
  - Nakhicevan (1993)
- Bielorussia (1992-presente)
- Bulgaria
  - principato (1879-1907)
  - regno (1909-1946)
  - repubblica popolare (1946-1989)
  - repubblica (1989-presente)
  - Rumelia orientale (1880-1885)
  - Bulgaria del sud (1885)
  - ufficio francese a Dedeagatz (1893-1902)
- Ceca Repubblica (1993-presente)
- Cecoslovacchia 
  - repubblica (1918-1948)
  - repubblica democratica (1948-1992)
  - legione cecoslovacca in Siberia (1919-1920)
  - protettorato di Boemia e Moravia (1939-1944)
  - Sudeti (1938)
- Danzica
  - città libera (1920-1939)
  - terzo Reich (1939)
  - ufficio polacco (1925-1938)
- Estonia
  - repubblica (1919-1940)
  - repubblica socialista sovietica (1940)
  - repubblica indipendente (1991-presente)
  - occupazione tedesca (1941)
- Georgia
  - repubblica indipendente (1919-1921)
  - repubblica socialista federativa sovietica (1922-1923)
  - repubblica indipendente (1993-presente)
  - occupazione britannica a Batoum (1919-1920)
  - Tiflis (1857)
- Lettonia
  - repubblica (1918-1940)
  - repubblica socialista sovietica (1941)
  - repubblica indipendente (1991-presente)
  - occupazione tedesca (1941)
- Levante
  - uffici polacchi (1919-1921)
  - posta consolare polacca a Odessa (1919)
  - uffici romeni (1896-1919)
  - uffici russi (1863-1919)
  - Armata Wrangel (1920-1921)
- Lituania
  - repubblica (1918-1940)
  - repubblica socialista sovietica (1940)
  - repubblica indipendente (1990-presente)
  - occupazione tedesca (1941)
  - Lituania centrale, occupazione polacca (1920-1922)
  - Lituania del sud (1919)
    - occupazione polacca (1923)

  - Memel
    - occupazione francese (1920-1922)
    - occupazione lituana (1923)

  - Wenden (1862-1901)
- Moldavia (1991-presente)
- Polonia
  - dipendenza russa (1860)
  - governo provvisorio (1918-1919)
  - repubblica (1919-1939)
  - repubblica popolare (1944-1989)
  - repubblica (1989-presente)
  - corpi polacchi (1918)
  - francobolli d'esilio (1941-1944)
  - armate polacche in URSS (1942)
  - occupazione tedesca nella prima guerra mondiale (1915-1916)
  - occupazione tedesca nella seconda guerra mondiale
    - amministrazione militare (1939)
    - governo generale (1940-1944)

  - Allenstein (1920)
  - Danzica
    - città libera (1920-1939)
    - terzo reich (1939)
    - ufficio polacco (1925-1938)

  - Marienwerder (1920)

- Romania
  - Moldavia (1858)
  - principato di Romania (1862-1880)
  - regno (1885-1947)
  - repubblica popolare (1948-1989)
  - repubblica (1989-presente)
  - Transilvania
    - Cluj (1919)
    - Oradea (1919)

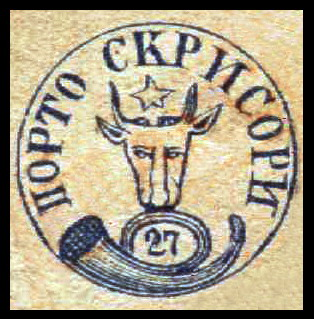
La "testa di bue" (o "di uro") dell'antico principato di Moldavia

  - occupazione romena della Galizia-Bucovina (1919)
  - occupazione tedesca (1917-1918)
    - francobolli della 9ª armata (1917)

  - occupazione bulgara (1917)
- Russia
  - impero (1858-1917)
  - governo provvisorio (1917-1919)
  - repubblica socialista federativa dei soviet di Russia (1918-1923)
  - Unione delle Repubbliche Socialiste Sovietiche (1923-1991)
  - Russia indipendente (1992-presente)
  - soprastampe locali provvisorie sovietiche (1920-1922)
  - francobolli degli zemstvo (1864-1917)
  - occupazione tedesca nella prima guerra mondiale (1916-1919)
  - posta della 10ª armata (1918)
  - occupazione tedesca nella seconda guerra mondiale (1941-1943)
  - occupazione finlandese di Aunus (1919)
  - armata del nord (1919)
  - armata del nord-ovest (1919)
  - armate dell'ovest (1919)
    - Russia Bianca (1920)

  - armata della Russia del sud (1919)
  - armata Wrangel (1918-1920)
  - repubblica montagnarda (1921-1923)
  - repubblica del Caucaso (1923)
  - Siberia ed estremo oriente (1919-1923)
  - Tuva (1926-1943)
  - uffici russi in Cina (1899-1917)
  - Harbin (1920)
  - Ingria (1920)
- Slesia
  - alta Slesia (1920-1922)
  - Slesia orientale (1920)
- Slovacchia
  - Stato slovacco (1939-1945)
  - repubblica indipendente (1993-presente)
- Ucraina
  - repubblica popolare (1918-1919)
  - Ucraina occidentale (1918-1921)
  - repubblica socialista sovietica (1923)
  - repubblica indipendente (1992-presente)
  - Ucraina subcarpatica (1945)
- Ungheria
  - regno (1867-1918)
  - repubblica (1918-1920)
  - reggenza (1920-1945)
  - repubblica (1945-presente)
  - Banat-Bacska (1919)
  - Baranya (1919)
  - occupazione romena di Debreczen (1919-1920)
  - Szeged (1919)
  - occupazione romena di Temesvar (1919)
  - occupazione serba di Temesvar (1919)
  - occupazione francese di Arad (1919)

## Asia
- Afghanistan 
  - regno (1860-1973)
  - repubblica (1973-presente)
- Arabia Saudita 
  - Hegiaz (1916-1925)
  - occupazione saudita dell'Hegiaz (1925)
  - Hegiaz e Neged (1926-1932)
  - regno dell'Arabia saudita (1932-presente)
- Bahrain 
  - amministrazione postale indiana (1933-1945)
  - amministrazione postale britannica (1948-1964)
  - indipendenza (1966-presente)
- Bangladesh (1971-presente)
- Bhutan (1962-presente)
- Birmania 
  - amministrazione britannica (1937-1946)
  - occupazione giapponese (1942-1944)
  - Unione Birmana (1948-1989)
  - Unione del Myanmar (1990-presente)
- Brunei 
  - protettorato britannico (1895-1983)
  - indipendenza (1984-presente)
  - occupazione giapponese (1942-1944)
- Cambogia
  - regno (1951-1971)
  - repubblica Khmer (1971-1975)
  - repubblica popolare di Kampuchea (1980-1989)
  - Stato di Cambogia (1989-1993)
  - regno (1993-presente)
- isola Christmas (1958-presente)
- Cina
  - impero (1878-1909)
  - repubblica (1912-1949)
  - repubblica popolare (1949-presente)
  - uffici francesi (1894-1922)
  - uffici giapponesi (1900-1913)
  - uffici tedeschi (1886-1919)
  - uffici dell'Indocina francese
    - Canton (1901-1919)
    - Hoi Hao (1901-1919)
    - Kouang-Tchéou (1906-1944)
    - Mong-Tzeu (1903-1919)
    - Pakhoi (1903-1919)
    - Tchong-K'ing (1902-1919)
    - Yunnan fou (1903-1919)

  - Kiao-Ciao, concessione tedesca (1900-1911)
  - Kirin e Heilungkiang (1927-1929)
  - province nord-orientali (1946-1948)
  - Sinkiang (1915-1949)
  - Szechwan (1933)
  - Yunnan (1926-1933)
  - posta popolare della Cina orientale (1949)
  - posta popolare della Cina settentrionale (1949)
  - amministrazione comunista di Port Arthur e Dairen (1946-1950)
  - posta popolare della Cina nord-orientale (1946-1950)
  - posta popolare della Cina nord-occidentale (1949)
  - posta popolare della Cina sud-occidentale (1949-1950)
  - occupazione giapponese
    - Kwangtung (1942-1945)
    - Mengkiang (1942-1945)
    - Cina settentrionale (1942-1945)
    - Nanchino e Shanghai (1941-1945)

  - Manchukuo (1932-1945)
  - Shanghai (1865-1896)
    - ufficio statunitense a Shanghai (1919)

  - Tibet 
    - uffici cinesi (1911)
    - Stato indipendente (1912-1933)
- isole Cocos o Keeling (1963-presente)
- Corea
  - impero (1894-1903)
  - governo militare statunitense (1946-1948)
  - repubblica di Corea o Corea del Sud (1948-presente)
  - occupazione sovietica (1946-1948)
  - repubblica popolare democratica di Corea o Corea del Nord (1946-presente)
- Emirati Arabi Uniti (1973-presente)
  - Stati della Tregua (1961)
  - Abu Dhabi
    - amministrazione postale britannica (1964-1966)
    - amministrazione postale indipendente (1967-1972)

  - Ajman (1964-1967/1972)
    - Manama (1966-1972)

  - Dubai (1963-1972)
  - Fujeira (1964-1972)
  - Ras al Khaima (1964-1972)
  - Sharjah (1963-1972)
    - Khor Fakkan (1965-1969)

  - Umm al Qiwan (1964-1972)
- Filippine
  - amministrazione spagnola (1854-1896)
  - amministrazione statunitense (1899-1945)
  - occupazione giapponese (1942-1944)
  - repubblica indipendente (1946-presente)
- Formosa
  - provincia cinese (1888)
  - amministrazione giapponese (1945)
  - repubblica cinese di Taiwan (1945-presente)
- Gerusalemme, ufficio consolare francese (1948)
- Giappone (1871-presente)
  - Ryukyu (1948-1972)
- Giordania
  - Transgiordania (1920-1947)
  - regno hashemita (1949-presente)
  - occupazione giordana della Palestina (1948-1950)
- Hong Kong
  - colonia britannica (1862-1997)
  - regione speciale cinese (1997-presente)
  - occupazione giapponese (1945)
- India
  - India britannica (Scinde district) (1852)
  - Compagnia delle Indie (1854)
  - Compagnia delle Indie e governo della Regina (1855-1879)
  - impero (1882-1946)
  - dominion (1947-1949)
  - repubblica (1950-presente)
  - antichi Stati dell'India o Stati principeschi (protettorati britannici)
    - Alwar (1877-1890)
    - Barwani (1921-1938)
    - Bhopal (1872-1949)
    - Bhor (1879-1901)
    - Bijawar (1935-1937)
    - Bundi (1894-1949)
    - Bussahir (1895-1901)
    - Chamba (1887-1947)
    - Charkhari (1894-1939)
    - Cochin (1892-1949)
    - Dhar (1897-1900)
    - Dungarpur (1933-1947)
    - Duttia (1894-1920)
    - Faridkot (1886-1900)
    - Gwalior (1885-1949)
    - Hyderabad (1869-1944)
    - Idar (1932-1944)
    - Indore (1886-1946)
    - Jaipur (1904-1950)
    - Jammu e Kashmir (1866-1894)
      - Jammu (1867-1877)
      - Kashmir (1866-1867)

    - Jasdan (1942)
    - Jhalawar (1886-1890)
    - Jind (1874-1943)
    - Junagadh (1864-1938)
    - Kishangarh (1899-1949)
    - Las Bela (1897-1904)
    - Morvi (1931-1948)
    - Nabha (1885-1945)
    - Nandgaon (1891-1894)
    - Nawanagar (1877-1893)
    - Orchha (1913-1942)
    - Patiala (1884-1946)
    - Poonch (1876-1888)
    - Rajpipla (1880)
    - Stato Unito del Saurashtra (1948-1950)
    - Shahpura (1914-1947)
    - Sirmoor (1878-1901)
    - Travancore (1888-1947)
    - Travancore-Cochin (1949-1951)

  - stabilimenti francesi in India (1892-1954)
  - India portoghese 
    - colonia (1871-1954)
    - provincia portoghese (1954-1962)
- Indocina francese (1889-1949)
- Indonesia
  - Indie olandesi (1864-1948)
  - occupazione giapponese (1943)
  - Indonesia autonoma (1948-1949)
  - repubblica indonesiana (1946)
  - repubblica (1950-presente)
  - Nuova Guinea olandese (1950-1962)
  - amministrazione ONU della Nuova Guinea occidentale (1962)
  - territorio dell'ex Nuova Guinea olandese o Irian Barat (1964-1970)
  - arcipelago Riau-Lingga (1954-1960)
- Iraq
  - occupazione britannica (1917-1925)
  - regno (1927-1931)
  - regno indipendente (1932-1958)
  - repubblica (1958-presente)
  - occupazione britannica di Baghdad (1917)
  - occupazione britannica di Mossul (1919)
- Iran
  - regno di Persia (1870-1925)
  - governo provvisorio (1925)
  - impero (1926-1979)
  - repubblica islamica (1979-presente)
  - occupazione britannica di Bushire (1915)
- Israele (1948-presente)
- Kazakistan (1992-presente)
- Kirghizistan (1992-presente)
- Kuwait
  - Stato indipendente protetto (1923-1961)
  - emirato indipendente (1962-presente)
- Laos 
  - regno (1951-1975)
  - repubblica democratica popolare (1976-presente)
  - emissioni del Pathet Lao (1974)
- Libano
  - mandato francese del Grande Libano (1924-1926)
  - repubblica libanese (1927-presente)
- Macao
  - colonia portoghese (1884-1999)
  - regione speciale cinese (1999-presente)
- Malacca 
  - colonia brit (1867-1941)
  - occupazione giapponese (1942-1945)
  - amministrazione militare britannica (1945)
- Malesia 
  - insediamenti degli Stretti (1869-1941)
  - Stati malesi federati (1900-1934)
  - unione postale malese (1936-1966)
  - amministrazione militare britannica (1945)
  - Federazione di Malesia (1957-1963)
  - Federazione degli Stati della Grande Malesia
    - emissioni nazionali (1963-presente)
    - Johore
      - protettorato britannico (1876-1955)
      - federazione di Malesia (1960)
      - federazione di Malaysia (1965-1986)
      - occupazione giapponese (1943-1945)

    - Kedah
      - protettorato britannico (1912-1953)
      - federazione di Malesia (1957-1959)
      - federazione di Malaysia (1965-1986)
      - occupazione giapponese (1942)

    - Kelantan
      - protettorato britannico (1911-1953)
      - federazione di Malesia (1957-1962)
      - federazione di Malaysia (1965-1986)

    - Malacca
      - colonia britannica (1948-1957)
      - federazione di Malesia (1960)
      - federazione di Malaysia / Melaka (1965-1986)

    - Negri Sembilan
      - protettorato britannico (1891-1953)
      - federazione di Malesia (1957-1961)
      - federazione di Malaysia / Negeri Sembilan (1965-1986)
      - occupazione giapponese (1942)

    - Sungei Ujong
      - protettorato britannico (1880-1895)

    - Pahang
      - protettorato britannico (1890-1953)
      - federazione di Malesia (1957-1961)
      - federazione di Malaysia (1965-1986)
      - occupazione giapponese (1942)

    - Penang
      - colonia britannica (1948-1955)
      - federazione di Malesia (1957-1960)
      - federazione di Malaysia / Pulau Pinang (1965-1986)
      - occupazione giapponese (1942)

    - Perak
      - protettorato britannico (1878-1953)
      - federazione di Malesia (1957-1961)
      - federazione di Malaysia (1963-1986)
      - occupazione giapponese (1942)

    - Perlis
      - protettorato britannico (1948-1953)
      - federazione di Malesia (1957)
      - federazione di Malaysia (1965-1995)

    - Sabah
      - compagnia britannica del Borneo settentrionale (1883-1941)
      - amministrazione militare britannica (1945)
      - colonia britannica (1947-1963)
      - federazione di Malaysia (1964-1986)

    - Sarawak
      - principato (1869-1875)
      - protettorato britannico (1889-1946)
      - colonia britannica (1947-1963)
      - federazione di Malaysia (1964-1986)

    - Selangor
      - protettorato britannico (1882-1955)
      - federazione di Malesia (1957-1962)
      - federazione di Malaysia (1965-1986)
      - occupazione giapponese (1942)

    - Trengganu
      - protettorato britannico (1910-1955)
      - federazione di Malesia (1957-1961)
      - federazione di Malaysia (1965-1986)
      - occupazione giapponese (1942)

  - emissioni generali dell'occupazione giapponese (1942-1945)
  - occupazione thailandese della Malesia (1943-1944)
  - colonia britannica di Labuan (1879-1905)
- Maldive
  - protettorato britannico (1906-1933)
  - sultanato indipendente protetto (1950)
  - repubblica indipendente protetta (1953)
  - sultanato indipendente protetto (1956-1964)
  - sultanato indipendente (1965-1967)
  - repubblica (1968-presente)
- Manciuria
  - Mandchoukouo (1932-1934)
  - impero Manciù (1934-1945)
- Mongolia (1924-presente)
- Nepal
  - regno (1949-2008)
  - repubblica (2008-presente)
- Oman
  - Stato indipendente protetto di Mascate (1944)
  - Mascate, Oman, Dubai e Qatar (1948-1957)
  - Mascate, Oman e Qatar (1957-1961)
  - Mascate e Oman (1966-1970)
  - sultanato d'Oman (1971-presente)
- Pakistan (1947-presente)
  - Bahawalpur (1947-1949)
- Palestina
  - occupazione militare britannica (1918)
  - amministrazione civile britannica (1920-1922)
  - mandato britannico della Società delle Nazioni (1927-1939)
  - occupazione egiziana (1948-1967)
  - autorità palestinese (occupazione israeliana) (...-presente)
- Qatar 
  - amministrazione postale britannica (1957-1961)
  - indipendenza (1964-presente)
- Singapore
  - colonia britannica (1948-1955)
  - autogoverno (1959-1963)
  - indipendenza (1966-presente)
- Siria
  - occupazione francese (1919-1923)
  - mandato francese (1923-1935)
  - repubblica (1934-1945)
  - forze della Francia Libera nel Levante (1942-1943)
  - Ain-Tab (1921)
  - isola di Rouad, occupazione militare francese (1916-1920)
  - territorio degli Alauiti sotto mandato francese (1925-1930)
  - repubblica di Laodicea (1931-1933)
- Sri Lanka
  - colonia britannica (1857-1947)
  - dominio (1949-1972)
  - repubblica (1972-presente)
- Tagikistan (1992-presente)
- Thailandia (1883-presente)
- Timor Est
  - colonia portoghese (1885-1973)
  - stato indipendente (2002-presente)
- Turchia 
  - impero ottomano (1863-1921)
  - repubblica (1921-presente)
  - uffici tedeschi (1870-1913)
  - occupazione francese della Cilicia (1919-1920)
  - Alessandretta, occupazione francese (1938-1939)
  - occupazione britannica dell'isola di Chustan/Long Island (1916)
- Turkmenistan (1992-presente)
- Uzbekistan (1992-presente)
- Vietnam
  - impero (1951-1955)
  - repubblica democratica del Vietnam del Nord (1945-1976)
  - repubblica del Vietnam del Sud (1955-1975)
  - governo rivoluzionario provvisorio del Vietnam del Sud (1975-1976)
  - repubblica socialista del Vietnam (1976-presente)
  - protettorato francese su Annam e Tonchino (1888)
  - colonia francese della Cocincina (1886-1888)
- Yemen
  - Federazione dell'Arabia Meridionale (1963-1966)
    - Aden (1937-1964)
    - Stato Kathiri di Seiyun (1942-1967)
    - Stato Qu'aiti nell'Hadramaut (1942-1967)
    - Sultanato Mahra di Qishn e Socotra (1967)

  - repubblica popolare dello Yemen del Sud (1968-1970)
  - repubblica democratica popolare dello Yemen (del Sud) (1971-1990)
    - Stato dell'Alto Yafa (1967)

  - regno mutawakkilita dello Yemen (del Nord) (1926-1962)
  - repubblica araba dello Yemen (del Nord) (1963-1990)
  - repubblica (unita) dello Yemen (1990-presente)

## Africa
- Africa equatoriale francese (1936-1958)
- Africa occidentale francese (1944-1958)
- Africa occidentale spagnola (1949-1951)
- Africa orientale britannica
  - compagnia britannica dell'Africa orientale (1890-1894)
  - amministrazione coloniale britannica (1895-1897)
  - Africa orientale britannica e Uganda (1903-1921)
  - Kenya e Uganda (1922-1927)
  - Kenya, Uganda e Tanganika (1935-1963)
  - Kenya, Uganda, Tanganika e Zanzibar (1964)
  - Kenya, Uganda e Tanzania (1965-1967)
  - comunità dell'Africa orientale (1967-1976)
- Africa orientale italiana (1938-1942)
  - occupazione britannica (1941)
- Africa orientale tedesca (1888-1919)
- Africa portoghese (1898-1945)
- Algeria
  - dipartimento francese (1924-1958)
  - repubblica indipendente (1962-presente)
- Alto Senegal e Niger
  - colonia francese (1906-1915)
- Angola
  - colonia portoghese (1870-1974)
  - repubblica popolare (1975-presente)
  - Congo portoghese (1894-1915)
- Benin
  - colonia francese del Benin (1892-1894)
  - colonia francese del Dahomey (1899-1944)
  - repubblica del Dahomey (1960-1975)
  - repubblica popolare del Benin (1976-presente)
- Botswana
  - colonia britannica del Bechuanaland (1886-1891)
  - protettorato britannico del Bechuanaland (1897-1966)
  - indipendenza (1966-presente)
- Burkina Faso (1984-presente)
  - colonia francese dell'Alto Volta (1920-1931)
  - repubblica autonoma (1959-1960)
  - indipendenza col nome di Alto Volta (1960-1982)
- Burundi
  - regno indipendente (1962-1966)
  - repubblica (1967-presente)
- Camerun
  - colonia tedesca (1897-1919)
  - occupazione militare (1915)
  - occupazione francese (1916)
  - mandato francese (1921-1956)
  - amministrazione autonoma (1958-1959)
  - indipendenza (1960-1961)
  - repubblica federale (1961-presente)
  - mandato britannico (1960)
- Capo Verde
  - colonia portoghese (1877-1951)
  - provincia d'oltremare (1951-1974)
  - indipendenza (1975-presente)
- Centrafricana Repubblica
  - repubblica (1959-1976)
  - impero (1977-1979)
  - repubblica (1979-presente)
- Ciad
  - colonia francese (1922-1931)
  - repubblica (1959-presente)
- Comore
  - colonia francese (1950-1956)
  - territorio francese d'oltremare (1958-1975)
  - repubblica (1975-presente)
  - Anjouan, protettorato francese (1892-1900)
  - Gran Comore, colonia francese (1897-1900)
  - Mayotte, colonia francese (1892-1912) e collettività francese (...-presente)
  - Moheli (1906-1907)
- Congo-Brazzaville
  - colonia francese (1891-1903)
  - Medio Congo (1907-1933)
  - repubblica del Congo (1959-presente)
- Congo-Kinshasa
  - Stato indipendente del Congo (1886-1900)
  - Congo belga (1909-1960)
  - occupazione belga dell'Africa orientale tedesca (1916-1918)
  - mandato belga sul Ruanda-Urundi (1922)
  - repubblica democratica del Congo (1960-1971; 1998-presente)
  - Zaire (1971-1997)
  - Stato del Katanga (1960-1962)
  - Stato autonomo del Sud Kasai (1961)
- Costa d'Avorio
  - colonia francese (1892-1944)
  - repubblica autonoma (1959-1960)
  - repubblica (1960-presente)
- Egitto
  - vicereame turco (1866-1914)
  - protettorato britannico (1915-1922)
  - regno indipendente (1922-1953)
  - repubblica (1953-1958)
  - repubblica araba unita (1958-1971)
  - repubblica araba d'Egitto (1971-presente)
  - compagnia del canale di Suez (1868)
  - Alessandria, ufficio francese (1899-1930)
  - Port Said, ufficio francese (1899-1930)
- Eritrea
  - colonia italiana (1893-1936)
  - occupazione britannica (1948-1951)
  - repubblica (1993-presente)

- Etiopia
  - posta privata del ministro Ilg (1894-1907)
  - impero, emissioni statali (1908-1976)
  - repubblica (1976-presente)
  - colonia italiana (1936)
- Gabon
  - colonia francese (1886-1933)
  - repubblica (1959-presente)
- Gambia
  - colonia britannica (1869-1963)
  - autonomia interna (1963)
  - stato indipendente (1965-1970)
  - repubblica (1970-presente)
- Ghana
  - colonia britannica della Costa d'Oro (1875-1953)
  - dominio britannico indipendente (1957-1960)
  - repubblica (1960-presente)
- Gibuti (1977-presente)
  - protettorato francese di Obock (1892-1894)
  - costa francese dei Somali 
    - protettorato francese (1894-1902)
    - colonia francese (1902-1958)
    - territorio francese d'oltremare (1958-1966)
    - territorio francese degli Afar e degli Issa (1967-1977)
- Guinea 
  - colonia francese (1892-1944)
  - repubblica (1959-presente)
- Guinea Bissau
  - Guinea colonia portoghese (1880-1954)
  - provincia portoghese (1955-1973)
  - repubblica (1974-presente)
- Guinea Equatoriale (1968-presente)
  - colonia della Guinea continentale spagnola (1902-1909)
  - colonia spagnola di Elobey, Annobón e Corisco (1903-1908)
  - Fernando Poo
    - colonia spagnola (1868-1960)
    - provincia spagnola (1960-1968)

  - Rio Muni (1960-1968)
  - territori spagnoli del Golfo di Guinea (1909-1959)
- Kenya (1963-presente)
  - sultanato del Suaheliland o Wituland (1889)
- Lesotho
  - protettorato del Basutoland (1933-1966)
  - regno indipendente (1966-presente)
- Liberia (1860-presente)
- Libia
  - colonia italiana (1912-1943)
    - fiere di Tripoli (1927-1939)
    - Cirenaica (1923-1943)
    - Tripolitania (1923-1934)

  - occupazione francese del Fezzan (1943-1951)
  - occupazione britannica (1948-1951)
  - regno indipendente (1951-1969)
  - repubblica (1969-presente)
  - Cirenaica indipendente (1950)
  - Ghadames, territorio militare francese (1949)
- Madagascar
  - posta francese (1889-1891)
  - protettorato francese (1895-1896)
  - colonia francese (1896-1957)
  - repubblica (1958-presente)
  - Majunga (1895)
  - Diego Suarez, colonia francese (1890-1894)
  - Nossi-Bé, colonia francese (1889-1894)
  - Sainte-Marie de Madagascar, colonia francese (1894)
  - posta interna britannica (1895)
- Malawi
  - protettorato britannico dell'Africa centrale (1891-1907)
  - protettorato britannico del Nyassaland (1908-1953)
  - in colonia britannica Rhodesia e Nyassaland (1954-1963)
  - autonomia (1964-1966)
  - repubblica (1966-presente)
- Mali
  - colonia del Sudan francese (1894-1944)
  - federazione del Mali (1959-1960)
  - repubblica (1961-presente)
- Marocco
  - poste locali (1891-1907)
  - poste sceriffali (1912-1913)
  - uffici francesi (1891-1917)
    - uffici francesi a Tangeri (1918-1928)

  - protettorato francese (1914-1956)
  - regno indipendente (1956-presente)
  - uffici tedeschi (1899-1911)
  - uffici britannici (1907-1956)
    - nella zona spagnola (1898-1955)
    - nella zona francese (1918-1937)
    - a Tangeri (1927-1957)

  - uffici spagnoli (1903-1914)
  - protettorato del Marocco spagnolo (1914-1955)
  - Melilla, franchigia militare (1893-1894)
  - Stato indipendente nella zona nord (1956-1957)
  - Ifni, territorio spagnolo (1941-1968)
  - capo Juby, colonia spagnola (1916-1948)
- Mauritania 
  - colonia francese (1906-1944)
  - repubblica islamica (1960-presente)
- Maurizio
  - colonia britannica (1847-1966)
  - autonomia interna (1967)
  - indipendenza (1968-1992)
  - repubblica (1992-presente)
- Mozambico
  - colonia portoghese (1877-1953)
  - provincia portoghese (1954-1975)
  - repubblica (1975-presente)
  - compagnia del Mozambico (1892-1940)
  - Inhambane, colonia portoghese (1895-1917)
  - Lorenzo-Marques, colonia portoghese (1893-1921)
  - Kionga (1916)
  - compagnia portoghese del Nyassa (1898-1925)
  - Quelimane (1914)
  - Tete (1914)
  - Zambezia (1893-1917)
- Namibia
  - Africa del sud-ovest, colonia tedesca (1897-1906)
  - mandato sudafricano sull'Africa del Sud-Ovest (1923-1988)
  - repubblica indipendente di Namibia (1990-presente)
- Niger
  - colonia francese (1921-1944)
  - repubblica autonoma (1959-1960)
  - repubblica indipendente (1960-presente)
- Nigeria
  - colonia britannica (1914-1959)
  - federazione indipendente (1960-presente)
  - Lagos, colonia britannica (1874-1905)
  - protettorato britannico degli Oil Rivers (1892)
  - protettorato britannico della Niger Coast (1894)
  - protettorato britannico della Nigeria settentrionale (1900-1912)
  - Biafra indipendente (1968-1970)
  - colonia britannica della Nigeria meridionale (1901-1912)
- Territorio britannico dell'oceano indiano (1968-presente)
- Rhodesia e Nyassaland, colonia britannica (1954-1963)
- Riunione
  - colonia francese (1852-1947)
  - dipartimento d'oltremare francese, sovrastampa CFA su Francia (1949-1974)
- Ruanda (1962-presente)
- Ruanda-Urundi (1924-1959)
- Sahara occidentale
  - colonia del Sahara spagnolo (1924-1975)
  - La Aguera (1921-1923)
  - Rio de Oro (1905-1922)
  - repubblica Sahara occidentale, non riconosciuta da Onu, occupata in parte dal Marocco (1976-presente)
- Sant'Elena colonia britannica (1856-presente)
  - Ascensione (1922-presente)
  - Tristan da Cunha (1952-presente)
- Sao Tomé e Principe 
  - colonia portoghese (1869-1973)
  - repubblica (1975-presente)
- Seicelle 
  - colonia britannica (1890-1976)
  - repubblica (1976-presente)
  - Seicelle esterne (1980-presente)
- Senegal
  - colonia francese (1887-1944)
  - repubblica (1960-presente)
- Senegambia e Niger, colonia francese (1903)
- Sierra Leone
  - colonia britannica (1859-1956)
  - stato indipendente (1961-presente)
- Somalia
  - colonia italiana (1903-1940)
  - occupazione britannica (1943-1950)
  - Oltregiuba italiano (1925-1926)
  - amministrazione fiduciaria italiana (1950-1960)
  - Somalia britannica (1903-1960)
  - repubblica (1960-presente)
- Sudafrica
  - unione sudafricana (1910-1961)
  - repubblica sudafricana (1961-presente)
  - Bophuthatswana (1977-1994)
  - Ciskei (1981-1994)
  - compagnia britannica del Sudafrica (1890-1917)
  - colonia britannica del Griqualand West (1874-1878)
  - Capo di Buona Speranza (1853-1904)
  - emissioni britanniche per la guerra boera (1900)
  - colonia del Natal (1857-1903)
  - Nuova repubblica (1886-1887)
  - Stato libero d'Orange (1868-1897)
    - occupazione britannica dell'Orange (1900-1902)
    - colonia britannica del fiume Orange (1903-1909)

  - Stellaland (1884)
  - Transkei (1976-1994)
  - Transvaal
    - repubblica sudafricana (1869-1875; 1882-1901)
    - amministrazione britannica (1877-1880; 1900-1907)

  - Venda (1979-1994)
  - colonia britannica dello Zululand (1888-1896)
- Sudan
  - Sudan anglo-egiziano (1897-1951)
  - autonomia (1953-1954)
  - repubblica indipendente (1956-presente)
- Sudan del sud (2011-presente)
- Swaziland
  - condominio anglo-transvaalese (1889-1892)
  - protettorato britannico (1933-1966)
  - autonomia (1967-1968)
  - regno indipendente (1968-2018)
  - regno Eswatini (o eSwatini) (2018-presente)
- Tanzania
  - Zanzibar
    - sultanato sotto protettorato britannico (1895-1963)
    - sultanato indipendente (1963)
    - repubblica (1964)
    - ufficio francese (1894-1904)

  - occupazione britannica dell'isola di Mafia (1915)
  - occupazione britannica del territorio del Tanganika (1915-1922)
  - mandato britannico sul Tanganika (1921-1931)
  - repubblica indipendente del Tanganika (1961-1962)
  - repubblica unita di Tanganika-Zanzibar (1964)
  - repubblica unita di Tanzania (1965-presente)
- Togo
  - colonia tedesca (1897-1919)
  - occupazione militare francese (1914-1916)
  - mandato francese (1921-1959)
  - occupazione britannica (1915-1916)
  - repubblica (1959-presente)
- Tunisia
  - reggenza, protettorato francese (1888-1955)
  - regno indipendente (1956-1957)
  - repubblica (1958-presente)
- Ubangui 
  - colonia francese dell'Oubangui-Chari-Ciad (1915-1922)
  - Oubangui-Chari (1922-1931)
- Uganda
  - protettorato britannico (1895-1902)
  - autonomia (1962)
  - repubblica indipendente (1962-presente)
- Zambia
  - protettorato britannico della Rhodesia settentrionale (1925-1963)
  - indipendenza (1964-presente)
- Zimbabwe
  - colonia britannica della Rhodesia meridionale (1925-1954)
  - in colonia britannica Rhodesia e Nyassaland (1954-1963)
  - Rhodesia indipendente (1965-1978)
  - repubblica indipendente dello Zimbabwe (1980-presente)

## America settentrionale
- Bermuda, colonia britannica e poi territorio d'oltremare britannico (1848-presente)
- Canada
  - Columbia britannica e isola di Vancouver (1860-1871)
  - colonia del Canada (1851-1864)
  - New Brunswick (1851-1860)
  - Terranova (1857-1947)
  - Nuova Scozia (1851-1863)
  - isola del Principe Edoardo (1861-1872)
  - dominio del Canada (1868-presente)
- Groenlandia (1938-presente)
  - Thule (1935-1936)
- Messico
  - repubblica (1856-1864)
  - impero (1864-1867)
  - seconda repubblica (1867-presente)
- Saint-Pierre et Miquelon 
  - colonia (1885-1957)
  - territorio d'oltremare (1958-1976)
- Stati Uniti d'America (1847-presente)
  - Stati Confederati d'America (1861-1863)

## America centrale
- Anguilla
  - amministrazione postale indipendente (1967-1971)
  - amministrazione postale britannica (1971-1975)
  - consiglio esecutivo (1976-presente)
- Antigua
  - colonia britannica (1862-1966)
  - Stato associato (1967-1981)
  - indipendenza (1981-presente)
  - Barbuda (1922; 1968-presente)
- Antille olandesi (1949-2010)
  - Aruba, dipendenza autonoma e poi nazione costitutiva dei Paesi Bassi (1986-2010 e 2010-presente)
  - Bonaire, municipalità speciale olandese (2016-presente)
  - Caraibi olandesi, emissione unica per Bonaire, Saba e Sint Eustatius (2010-2016)
  - Curaçao, colonia olandese e poi nazione costitutiva dei Paesi Bassi (1873-1948 e 2010-presente)
  - Saba, municipalità speciale olandese (2016-presente)
  - Sint Eustatius, municipalità speciale olandese (2016-presente)
  - Sint Maarten, nazione costitutiva dei Paesi Bassi (2010-presente)
- Bahamas
  - colonia britannica (1859-1963)
  - autogoverno (1964-1973)
  - indipendenza (1973-presente)
- Barbados 
  - colonia britannica (1852-1966)
  - indipendenza (1966-presente)
- Belize
  - colonia dell'Honduras britannico (1866-1963)
  - autonomia interna (1964-1973)
  - Belize autonomo (1973-1981)
  - Belize indipendente (1981-presente)
- Cayman Isole (1900-presente)
- Costa Rica (1863-presente)
  - Guanacaste (1885-1889)
- Cuba
  - colonia spagnola (1855-1896)
  - amministrazione statunitense (1899)
  - repubblica indipendente (1902-presente)
- Dominica 
  - colonia britannica (1874-1978)
  - indipendenza (1978-presente)
- Dominicana Repubblica (1865-presente)
- El Salvador (1867-presente)
- Giamaica
  - colonia britannica (1860-1956)
  - parte della Federazione delle Indie occidentali (1958-1960)
  - Stato indipendente (1962-presente)
- Grenada 
  - colonia britannica (1861-1958)
  - autonomia (1961-1966)
  - autonomia interna (1967-1973)
  - indipendenza (1974-presente)
    - Grenadine di Grenada (1974-presente)
- Guadalupa, colonia francese (1884-1947)
- Guatemala (1871-presente)
- Haiti (1881-presente)
- Honduras (1865-presente)
- Indie occidentali danesi (1855-1915)
- Leeward Isole, colonia britannica (1890-1954)
- Martinica, colonia francese (1886-1947)
- Montserrat (1876-presente)
- Nicaragua (1862-presente)
  - Bluefield (1904-1912)
  - Cabo (1904-1911)
- Panama (1878-presente)
  - zona del canale, amministrazione statunitense (1904-1978)
- Porto Rico
  - colonia spagnola (1873-1898)
  - amministrazione statunitense e stato associato (1899)
- Saint Kitts-Nevis
  - St. Christopher (1870-1882)
  - colonia di St. Kitts e Nevis (1903-1951)
  - St. Christopher, Nevis e Anguilla (1952-1983)
  - indipendenza di St. Kitts (1983-presente)
  - Nevis (1983-presente)
    - colonia britannica (1861-1890)
    - amministrazione autonoma (1980-presente)
- Saint Lucia
  - colonia britannica (1860-1966)
  - Stato associato (1967-1978)
  - indipendenza (1979-presente)
- Saint Vincent
  - colonia britannica (1861-1969)
  - Stato associato (1969-1979)
  - indipendenza (1979-presente)
  - Grenadine di St Vincent (1973-presente)
- Trinidad e Tobago
  - colonia britannica (1847-1961)
  - indipendenza (1962-presente)
- Turks e Caicos (1867-presente)
  - Caicos (1981-1985)
- Vergini britanniche Isole (1866-presente)

## America meridionale
- Argentina
  - confederazione (1858-1860)
  - repubblica (1862-presente)
  - Terra del Fuoco (1891)
  - Buenos Aires (1857-1862)
  - Cordoba (1858)
  - Corrientes (1856-1880)
- Bolivia (1867-presente)
  - Beni (1946)
- Brasile
  - impero (1843-1889)
  - repubblica (1889-presente)

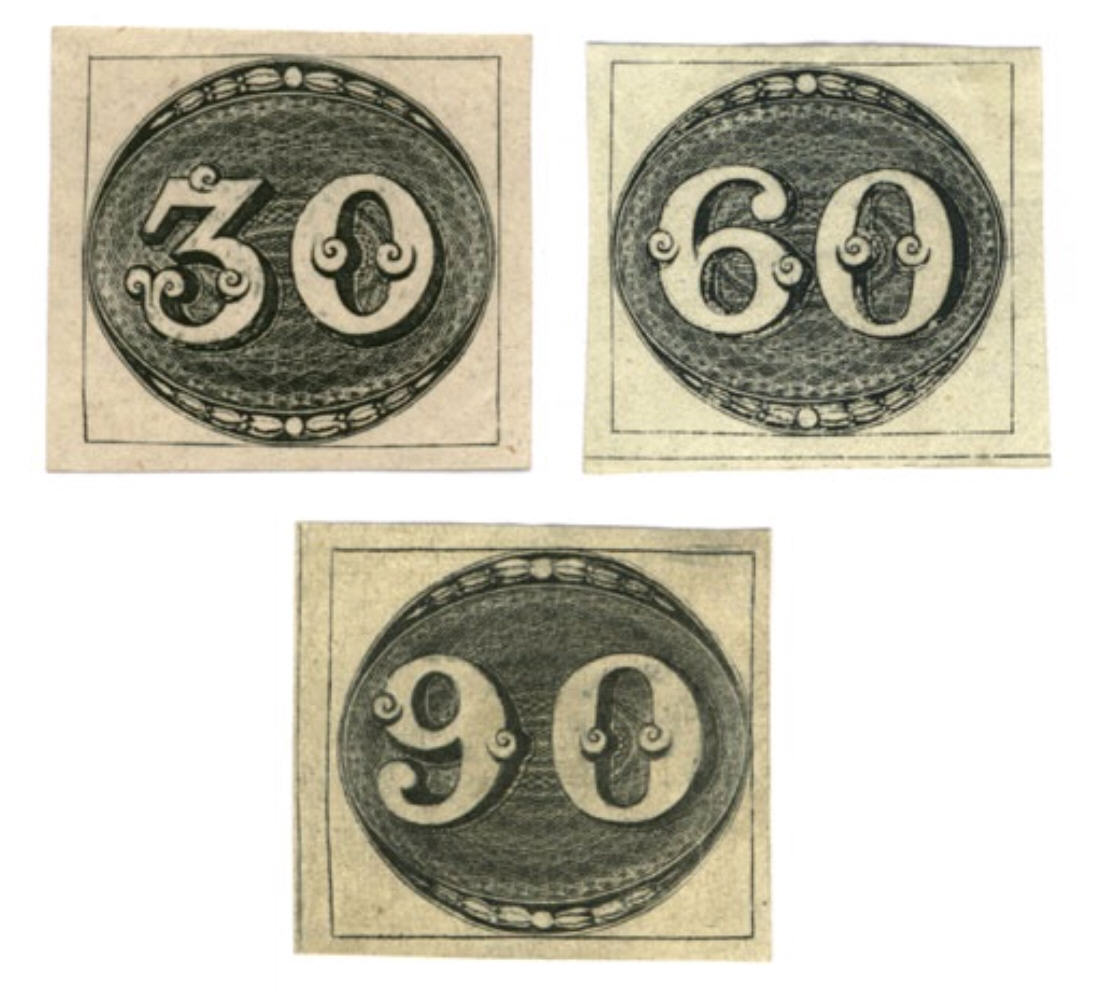
I primi francobolli brasiliani, noti come "occhi di bue".

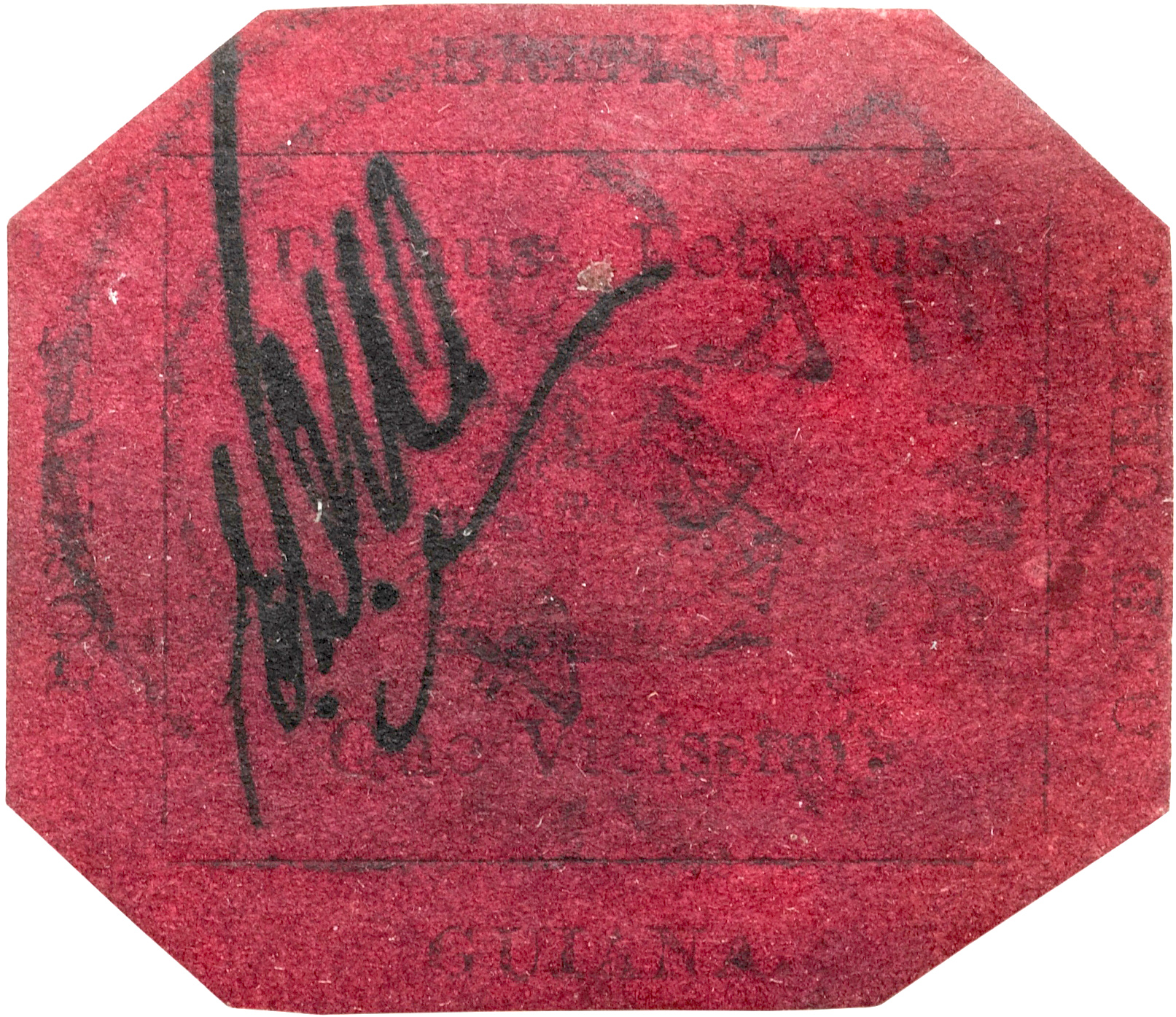
L'1 c. magenta della Guyana, ritenuto il francobollo più raro del mondo

  - emissioni di compagnie aeree private (1927-1934)
- Cile (1853-presente)
  - Talca (1942)
  - occupazione cilena del Perù (1881)
- Colombia
  - confederazione granadina (1859-1860)
  - Stati uniti di NUova Granada (1861)
  - stati uniti di Colombia (1862-1886)
  - repubblica di Colombia (1886-presente)
  - poste locali (1889-1909)
  - posta dei ribelli durante la guerra civile (1900-1904)
  - emissioni della compagnia colombiana di navigazione aerea (1920)
  - emissioni dei dipartimenti (1868-1905)
- Ecuador (1865-presente)
  - Galapagos (1957-1959)
- Falkland (1878-presente)
  - Georgia del sud (1944-1985)
  - Georgia del sud e isole Sandwich del sud (1986-presente)
  - terra di Graham (1944)
  - Orcadi del sud (1944)
  - Shetland del sud (1944-1956)
- Guyana francese (1886-1947)
  - Territorio dell'Inini (1932-1944)
- Guyana
  - colonia britannica (1850-1966)
  - indipendenza (1966-1969)
  - repubblica (1970-presente)
- Paraguay (1870-presente)
- Perù (1857-presente)
  - emissioni provvisorie del governo peruviano (1881-1885)
- SCADTA (Sociedad Colombo-Alemana de Transportes Aereos)
  - emissioni per la Colombia (1920-1930)
  - emissioni per l'Ecuador (1928-1928)
  - emissioni generali (1929)
- Suriname
  - colonia olandese (1873-1954)
  - territorio autonomo (1955-1975)
  - repubblica indipendente (1975-presente)
- Uruguay (1856-presente)
- Venezuela (1859-presente)
  - emissioni del partito rivoluzionario (1902-1903)
  - emissione speciale locale di Zulia (1891)
  - emissioni delle compagnie di navigazione (1864-1869)

## Oceania
- Australia (1913-presente)
  - Australia meridionale (1855-1912)
  - Australia occidentale (1854-1912)
  - Nuovo Galles del Sud (1850-1907)
  - Queensland (1860-1911)
  - Tasmania (1853-1911)
  - Victoria (1850-1913)

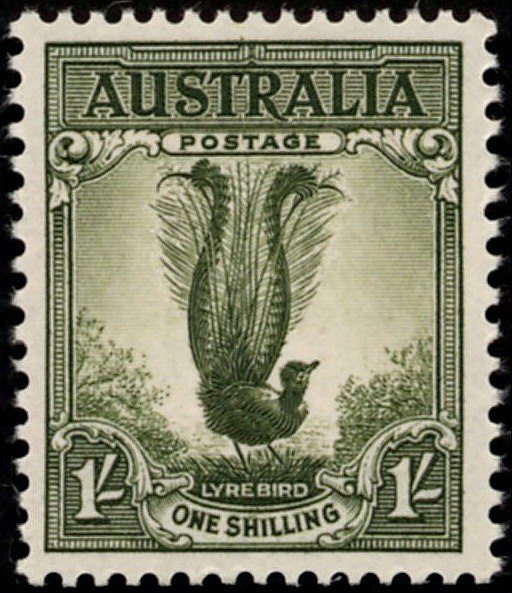

  - forza d'occupazione del Commonwealth in Giappone (1946)
- isole Caroline, colonia tedesca (1899-1919)
- isole Cook
  - protettorato britannico (1892-presente)
  - Aitutaki (1903-presente)
  - Penrhyn (1902-presente)
- Figi
  - protettorato britannico (1870-1872)
  - colonia britannica (1874-1970)
  - indipendenza (1970-presente)
- isole Gilbert e Ellice
  - protettorato britannico (1911)
  - colonia britannica (1912-1975)
- Guam
  - occupazione americana (1899-1902)
  - posta locale "guard mail" (1930-...)
- Hawaii
  - regno (1851-1891)
  - repubblica (1893-1894)
- Kiribati
  - isole Gilbert (1976-1979)
  - indipendenza (1979-presente)
- Marianne
  - colonia spagnola (1899)
  - colonia tedesca (1899-1916)
- isole Marshall
  - colonia tedesca (1897-1916)
  - occupazione britannica (1914)
  - indipendenza (1984-presente)
- Micronesia (1984-presente)
- Nauru
  - occupazione britannica (1916-1923)
  - mandato australiano (1924-1966)
  - repubblica (1968-presente)
- Niue
  - dipendenza britannica-neozelandese (1902-1947 e neozelandese (1947-1974)
  - stato associato alla Nuova Zelanda (1974-presente)
- Isola Norfolk, territorio australiano (1947-presente)
- Nuova Caledonia
  - colonia francese (1859-1958)
  - territorio francese d'oltremare (1959-presente)
- Nuova Zelanda (1855-presente)
  - Tokelau (1948-presente)
- Palau (1983-presente)
- Papua Nuova Guinea
  - Nuova Guinea tedesca (1888-1919)
    - occupazione australiana (1914-1923)
    - mandato australiano della Società delle Nazioni (1925-1939)

  - Papua o Nuova Guinea britannica (1901-1941)
  - territorio fiduciario australiano della Papua Nuova Guinea (1952-1973)
  - autogoverno (1973-1975)
  - stato indipendente (1975-presente)
- Pitcairn, colonia britannica poi territorio britannico (1940-presente)
- Polinesia francese
  - stabilimenti francesi dell'Oceania (1892-1956)
  - territorio francese d'oltremare (1958-presente)
  - Tahiti, colonia francese (1882-1915)
- Isole Salomone
  - protettorato britannico (1907-1956)
  - consiglio legislativo (1961-1975)
  - autogoverno (1976-1978)
  - stato indipendente (1978-presente)
- Samoa
  - regno indipendente (1877-1900)
  - colonia tedesca (1900-1919)
  - occupazione neozelandese (1914-1919)
  - mandato neozelandese della Società delle Nazioni (1920-1946)
  - territorio fiduciario neozelandese (1952-1958)
  - stato indipendente (1962-presente)
- Tonga
  - protettorato britannico (1886-1970)
  - regno indipendente (1970-presente)
  - Niufao'ou Isola (1983-presente)

- Tuvalu (1976-presente)       
  - emissioni di 8 delle 9 isole: Funafuti, Nanumaga, Nanumea, Niutao, Nui, Nukufetau, Nukulaelae e Vaitapu (1984-1987), non emittente Niulakita

- Vanuatu
  - condominio franco-britannico delle Nuove Ebridi (1908-1979)
  - indipendenza (1980-presente)
- Wallis e Futuna
  - protettorato francese (1920-1952)
  - territorio d'oltremare (1957-presente)

## Antartide
- New Malta Principality (2013-presente)
- terre australi e antartiche francesi (1955-presente)
- territorio antartico australiano (1957-presente)
- territorio britannico in Antartide (1963-presente)
- territorio di Ross (1957-presente)

## Organizzazioni internazionali
- Europa (1956-presente)

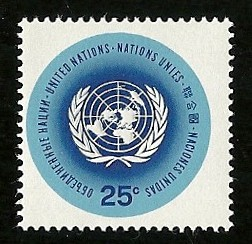

- Amministrazione postale delle Nazioni Unite (ONU)
  - sede di New York (1951-presente)
  - ufficio di Ginevra (1969-presente)
  - centro internazionale di Vienna (1979-presente)
- Società delle Nazioni (1922-1944)
- Ufficio internazionale del lavoro (1923-presente)
- Ufficio internazionale dell'educazione (1944-1958)
- Organizzazione mondiale della sanità (1848-presente)
- Organizzazione internazionale per i rifugiati (1950)
- Organizzazione meteorologica mondiale (1956-1973)
- Unione postale universale (1957-presente)
- Unione internazionale delle telecomunicazioni (1958-presente)
- Organizzazione mondiale della proprietà intellettuale (1989)